# لنینگراد کابویز
لنینگراد کابویز یک گروه راک فنلاندی است که اغلب نسخهٔ راک اند رول آهنگ‌های دیگر را اجرا می‌کنند. آن‌ها مدل موهای اغراق‌آمیز پومپادور دارند و کفش‌های بلند و نوک‌تیزی می‌پوشند. این گروه غالباً با گروه موسیقی نظامی روسی الکساندروف کار می‌کنند.

## دیسکوگرافی
- ۱۹۱۷–۱۹۸۷
- کابوی‌های لنینگراد به آمریکا می‌روند
- خوشحال در کنار هم
- برو فضا
- باربیکیوی مغولی
- ترزو موندو
- بهشت زامبی‌ها
- کلوب اجتماعی بوینا ودکا
- کریسمس مبارک